# Selago elongata
Selago elongata är en flenörtsväxtart som beskrevs av O.M. Hilliard. Selago elongata ingår i släktet Selago och familjen flenörtsväxter. Inga underarter finns listade i Catalogue of Life.